# Natsuki Takaya
Natsuki Takaya (japanisch 高屋 奈月, Takaya Natsuki; * 7. Juli 1973 in der Präfektur Shizuoka, Japan) ist eine japanische Manga-Zeichnerin, deren Werke sich an jugendliche Mädchen richten und somit dem Shōjo-Genre zuzuordnen sind.

## Leben
Der Traum, Comiczeichner zu werden, festigte sich bei Takaya in der Kindheit. In der ersten Klasse der Grundschule zeichnete sie bereits erste Comics. Mit zwölf Jahren sendete sie erstmals Werke an eine Redaktion. Mit siebzehn Jahren gewann sie einen Nachwuchspreis des Manga-Magazins Hana to Yume. Ihren ersten Manga als professionelle Zeichnerin veröffentlichte sie 1990 mit der Kurzgeschichte Sickly Boy wa hi ni yowai im Manga-Magazin Bessatsu Hana to Yume. Es folgten mehrere weitere kurze Werke für dessen übergeordnetes Schwestermagazin Hana to Yume, für das sie seitdem arbeitet.
Von 1994 bis 1997 arbeitete sie an ihrem ersten längerem Manga, dem über 900-seitigen Geneimusō. Darin erzählt sie von Tamaki, der, wie auch schon zahlreiche Menschen früherer Generationen, gegen böse Kräfte, die die Menschheit bedrohen, kämpfen soll. Auch Takayas nächstes Werk, das den Titel Tsubasa wo motsu mono trägt, war eine aus mehreren Einzelkapiteln bestehende Fantasy-Serie. Tsubasa wo motsu mono erschien von 1995 bis 1998 im Hana to Yume und handelt von einem Mädchen im 22. Jahrhundert, das sein Leben als Diebin aufgeben und stattdessen einer ehrlichen Arbeit nachgehen will. Viele Menschen sind auf der Suche nach dem legendären Tsubasa, das Wünsche erfüllen soll.
Ihr bislang größter Erfolg gelang der Autorin mit Fruits Basket, das erstmals 1998 erschien und im November 2006 nach über 3.900 Seiten endete. Für diesen Manga, der in mehrere Sprachen übersetzt und als 26-teilige Anime-Serie umgesetzt wurde, erhielt sie 2001 den 25. Kodansha-Manga-Preis in der Kategorie Shōjo. Fruits Basket, dessen 23 Sammelbände sich in Japan über achtzehn Millionen Mal verkauften, handelt von der Oberschülerin Tōru Honda, die keine Eltern mehr hat und für einige Zeit auch aus dem Haus ihres Großvaters ausziehen muss. Schließlich zieht sie in die Wohngemeinschaft von drei Nachkommen der Sōma-Familie ein. Da diese vom Fluch der Erdzweige beseelt sind, verwandeln sie sich immer in Tiere, wenn sie vom anderen Geschlecht umarmt werden.

## Arbeitsweise
Takaya arbeitete normalerweise 12 Stunden am Tag, vor Abgabeterminen auch 15 Stunden. Sie wird von zwei Assistenten unterstützt. Für ein Kapitel zeichnet sie zunächst in etwa drei Tagen ein Storyboard. Danach entstehen in vier Tagen Skizzen und Tuschezeichnungen. Mit den Assistenten werden diese dann in weiteren drei Tagen mit Hintergründen und Details versehen und fertiggestellt. Während die Schwarz-Weiß-Seiten auf Papier entstehen, fertigt Takaya Farbillustrationen mit dem PC an. Sie lässt sich mehr von Anime-Serien als von anderen Mangaka beeinflussen. Ihre Lieblingsserien sind Urusei Yatsura und Mahō no Tenshi Creamy Mami.

## Werke
- Sickly Boy wa Hi ni yowai (SICKLY BOYは陽に弱い), 1990
- Born Free, 1992
- Genei Musō (幻影夢想), 1994–1997
- Tsubasa o Motsu Mono (翼を持つ者), 1995–1998
- Fruits Basket (フルーツバスケット, Furūtsu Basuketto), 1998–2006
- Twinkle Stars (星は歌う, Hoshi wa Utau), 2007–2011
- Liselotte to Majo no Mori (リーゼロッテと魔女の森), 2011–2013
- Fruits Basket Another Pearls, seit 2015
- Fruits Basket: The Three Musketeers Arc, 2019–2020